# Mon amour
«Mon amour» es una canción del cantante español Zzoilo, con la colaboración de la cantante española Aitana para el remix de la misma. Se publicó el 30 de diciembre de 2020 primeramente en la versión en solitario en diferentes plataformas bajo la producción de VGbases (Víctor Galindo). Posteriormente, el remix con Aitana fue publicado el 17 de agosto de 2021 bajo el sello de Universal Music Spain.

## Antecedentes y composición
La canción surgió después de que el cantante principal, Zzoilo, conociese en una residencia de estudiantes al productor musical VGBases. La letra de la canción, en palabras de su intérprete, pretende transmitir «buen rollo y cero dramas». El sencillo fue lanzado dos días antes de finalizar el año 2020.

## Remix

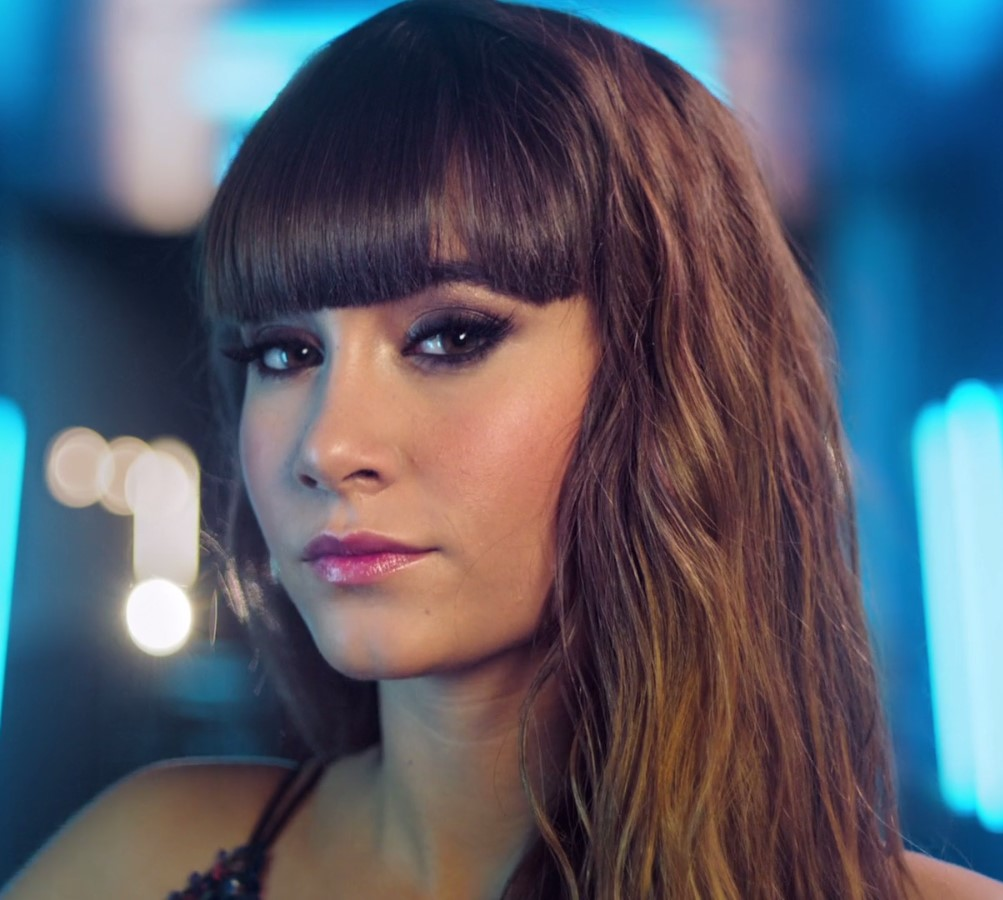
La cantante española Aitana Ocaña, hizo un remix junto a rapero Zzoilo.

Gracias a la buena recepción de la canción durante el verano, la cantante Aitana publicó en su red social Twitter una parte de la letra de la canción. A partir de ese momento, ambos se pusieron en contacto y comenzaron a grabar el remix, cambiando levemente algunas partes de la letra. La canción fue lanzada el 17 de agosto de 2021.

## Recepción
«Mon amour» se posicionó en las listas musicales españolas a lo largo del verano de 2021, hasta que la semana del 13 de agosto de posicionó en el número 5 en el Top 100 Canciones. Esa misma semana fue certificado por PROMUSICAE como disco de oro y, una semana más tarde, como disco de platino. El remix de la misma, entró en las listas musicales en la posición 58 y tan solo una semana después (19 de agosto), alcanzó la segunda posición de la lista. Se posicionó como número 1 una semana después, manteniéndose durante cinco semanas más y siendo certificada con nueve discos de platino por PROMUSICAE. Posteriormente, el remix se alzó con el número 1 en la lista de éxitos de Spotify España y entró en el top 200 en la lista de éxitos de Spotify mundial.

## Formatos
| Descarga digital |             |          |  |
| N.º              | Título      | Duración |  |
| 1.               | «Mon amour» | 2:54     |  |

| Descarga digital |                                  |          |  |
| N.º              | Título                           | Duración |  |
| 1.               | «Mon amour - Remix» (con Aitana) | 3:00     |  |

## Posicionamiento en listas

### Semanales
Estos datos pertenecen a la versión remix de la canción (Mon Amour Remix)
| País        | Lista                             | Posición | Ref.   |
| Mundo       | Mundo                             | Mundo    | Mundo  |
| ----------- | --------------------------------- | -------- | ------ |
| Mundo       | Billboard Global 200              | 73       | [ 10 ] |
| Mundo       | Billboard Global 200 Excl. US     | 38       | [ 11 ] |
| Europa      |                                   |          |        |
| Andorra     | Los40 Andorra                     | 1        | [ 12 ] |
| España      | PROMUSICAE                        | 1        | [ 13 ] |
| España      | Top 50 Radios                     | 1        | [ 14 ] |
| España      | Billboard Top Descargas Digitales | 1        | [ 15 ] |
| España      | Los40 España                      | 1        | [ 12 ] |
| Portugal    | IFPI                              | 4        | [ 16 ] |
| América     |                                   |          |        |
| Argentina   | Billboard Hot 100                 | 22       | [ 17 ] |
| Argentina   | Los40 Argentina                   | 3        | [ 18 ] |
| Argentina   | Monitor Latino                    | 4        | [ 19 ] |
| Colombia    | Reporte Nacional                  | 36       | [ 20 ] |
| Chile       | Los40 Chile                       | 2        | [ 21 ] |
| Ecuador     | Reporte Nacional                  | 1        | [ 22 ] |
| El Salvador | Monitor Latino                    | 1        | [ 23 ] |
| México      | AMPROFON                          | 4        | [ 24 ] |
| Panamá      | Los40 España                      | 1        | [ 25 ] |
| Perú        | Billboard Top 25 Perú             | 6        | [ 26 ] |
| Honduras    | Monitor Latino                    | 11       | [ 19 ] |
| Uruguay     | CUD                               | 4        | [ 27 ] |
| Uruguay     | Monitor Latino                    | 4        | [ 19 ] |

### Certificaciones
| País          | Versión             | Organismo certificador | Certificación | Ventas certificadas | Ref.   |
| ------------- | ------------------- | ---------------------- | ------------- | ------------------- | ------ |
| Argentina     | «Mon amour (Remix)» | CAPIF                  | 1× Platino    | 20 000              | [ 28 ] |
| Centroamérica | «Mon amour (Remix)» | CFC                    | 1× Platino    | 7 000               | [ 29 ] |
| Chile         | «Mon amour (Remix)» | IFPI - Chile           | 3× Diamante   | 1 200 000           | [ 30 ] |
| España        | «Mon amour»         | PROMUSICAE             | 1× Platino    | 60 000              | [ 6 ]  |
| España        | «Mon amour (Remix)» | PROMUSICAE             | 10× Platino   | 600 000             | [ 7 ]  |
| Italia        | «Mon amour (Remix)» | FIMI                   | 1× Oro        | 25 000              | [ 31 ] |
| México        | «Mon amour (Remix)» | AMPROFON               | 3x Diamante   | 2 100 000           | [ 32 ] |
| Portugal      | «Mon amour (Remix)» | AFP                    | 2x Platino    | 30 000              | [ 33 ] |
| Uruguay       | «Mon amour (Remix)» | CUD                    | 3× Platino    | 12 000              | [ 34 ] |